# Guzmania lindenii
Guzmania lindenii là một loài thực vật có hoa trong họ Bromeliaceae. Loài này được (André) Mez mô tả khoa học đầu tiên năm 1896.